# Saša Starović
Saša Starović (in serbo Саша Старовић?; Gacko, 19 ottobre 1988) è un pallavolista bosniaco naturalizzato serbo.
Gioca nel ruolo di opposto nel Panathīnaïkos.

## Palmarès

### Club
- Campionato greco: 1

2016-17
- Supercoppa italiana: 1

2012
- Challenge Cup: 1

2015-16

### Nazionale (competizioni minori)
- Memorial Hubert Wagner 2009
- Memorial Hubert Wagner 2016

### Premi individuali
- 2009 - Memorial Hubert Wagner: Miglior servizio
- 2011 - Serie A1: Miglior realizzatore
- 2011 - Serie A1: Miglior attaccante[1]